# 带鞘箭竹
带鞘箭竹（学名：Fargesia contracta）为禾本科箭竹属下的一个种。

## 扩展阅读
- 維基物種上的相關：带鞘箭竹